# Нортфилд (Масачусетс)
Нортфилд (енгл. Northfield) насељено је место без административног статуса у америчкој савезној држави Масачусетс.

## Демографија
По попису из 2010. године број становника је 1.089, што је 52 (-4,6%) становника мање него 2000. године.
| Група             | 2000.         | 2010.         |
| Белци             | 1.109 (97,2%) | 1.061 (97,4%) |
| Афроамериканци    | 1 (0,1%)      | 1 (0,1%)      |
| Азијати           | 3 (0,3%)      | 4 (0,4%)      |
| Хиспаноамериканци | 9 (0,8%)      | 9 (0,8%)      |
| Укупно            | 1.141         | 1.089         |